# Jawaharlal Nehru Stadium (Chennai)
Het Jawaharlal Nehru Stadium is een stadion gelegen in het Indiase Chennai.

## Beschrijving
Het Jawaharlal Nehru Stadium, dat vernoemd is naar Jawaharlal Nehru, heeft een capaciteit van 40.000 personen.

## Bespelers
Het stadion is een voormalig testcricketstadion en wordt tegenwoordig bespeeld door voetbalclub Chennaiyin FC.

## Trivia
- Op de plaats waar het stadion nu staat, was de Madras Zoo gevestigd tussen 1855 en 1985.